# Municipio de Beaver Creek (Dakota del Norte)
El municipio de Beaver Creek (en inglés, Beaver Creek Township) es una subdivisión administrativa del condado de Steele, Dakota del Norte, Estados Unidos. Según el censo de 2020, tiene una población de 87 habitantes.

## Geografía
Está ubicado en las coordenadas 47°37′24″N 97°39′16″O / 47.62333, -97.65444. Según la Oficina del Censo de los Estados Unidos, tiene una superficie total de 92.25 km², de la cual 89.84 km² corresponden a tierra firme y 2.41 km² es agua.

## Demografía
Según el censo de 2020, hay 87 personas residiendo en la zona. La densidad de población es de 0.97 hab./km². El 98.85 % son blancos y el 1.15 % es de otra raza. Del total de la población, el 1.15 % es hispano o latino.